# Sironta
Sironta és una eina d'igual a igual (P2P) de programari col·laboratiu per a l'intercanvi, creació i edició de documents que requereixen treball en grup.
Sironta posa en contacte dos o més usuaris perquè, sense necessitat de fer cap mena de modificació en la seva xarxa, puguin compartir arxius de qualsevol tipus i qualsevol mida des de qualsevol lloc del món sense violar les condicions de confidencialitat ni els NDA que puguin tenir aquests documents. L'aplicació disposa de tres versions per  Linux, Windows i Mac OS. Les tres versions es poden descarregar des de la pàgina web de Sironta.

## Història
Sironta va néixer per cobrir una necessitat interna de l'equip de Techideas en trobar dificultats per treballar amb els membres de diferents centres de recerca repartits pel món. Col·laborar compartint informació, documents i simulacions d'una manera eficaç (i sense violar la confidencialitat que la vinculació a patents requereix) era un obstacle insalvable amb les eines disponibles a Internet.
El novembre de l'any 2006, Techideas arrenca el projecte Sironta per al seu ús intern i l'any 2007 ja té la primera versió del programa. A causa de la bona acollida que Sironta ha tingut entre els seus col·laboradors habituals, l'any 2010 Techideas decideix fer pública l'aplicació.

## Característiques

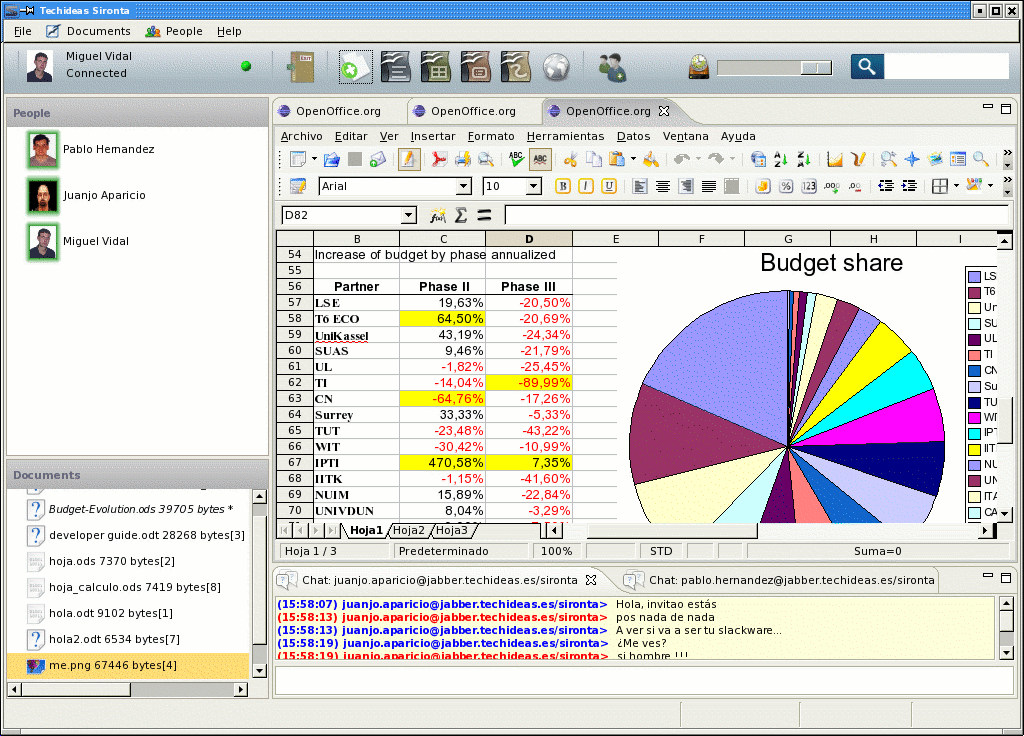
Captura de pantalla de Sironta.

Les principals característiques de Sironta són: 
- Eina de comunicació directa P2P.[5]
- Xarxa distribuïda, no centralitzada en un servidor extern.
- Permet crear i modificar documents, ja que incorpora Open Office[6]  encastat.
- Intercanvi d'arxius de qualsevol tipus i mida, sense limitacions ni restriccions.
- Una vegada modificat un document, només s'envien les modificacions a través de la xarxa, no tots els arxius sencers.
- Possibilitat d'edició de documents  off-line, sense necessitat d'estar connectat a la xarxa.
- Manteniment de la confidencialitat dels documents i arxius compartits. No hi ha fuga d'informació.
- És programari lliure, amb llicència AGPL v3.
- Funciona amb arxius de qualsevol tipus d'aplicació que es tingui instal·lada a l'ordinador, des d'intercanvi d'arxius d'agendes (fitxers *. ics) fins a fitxers de Matlab.
- Sistema de control de versions dels documents.